# Harxheim
Harxheim (Rheinhessen) ist eine Ortsgemeinde mit rund 2.400 Einwohnern im Landkreis Mainz-Bingen in Rheinland-Pfalz. Sie gehört der Verbandsgemeinde Bodenheim an.

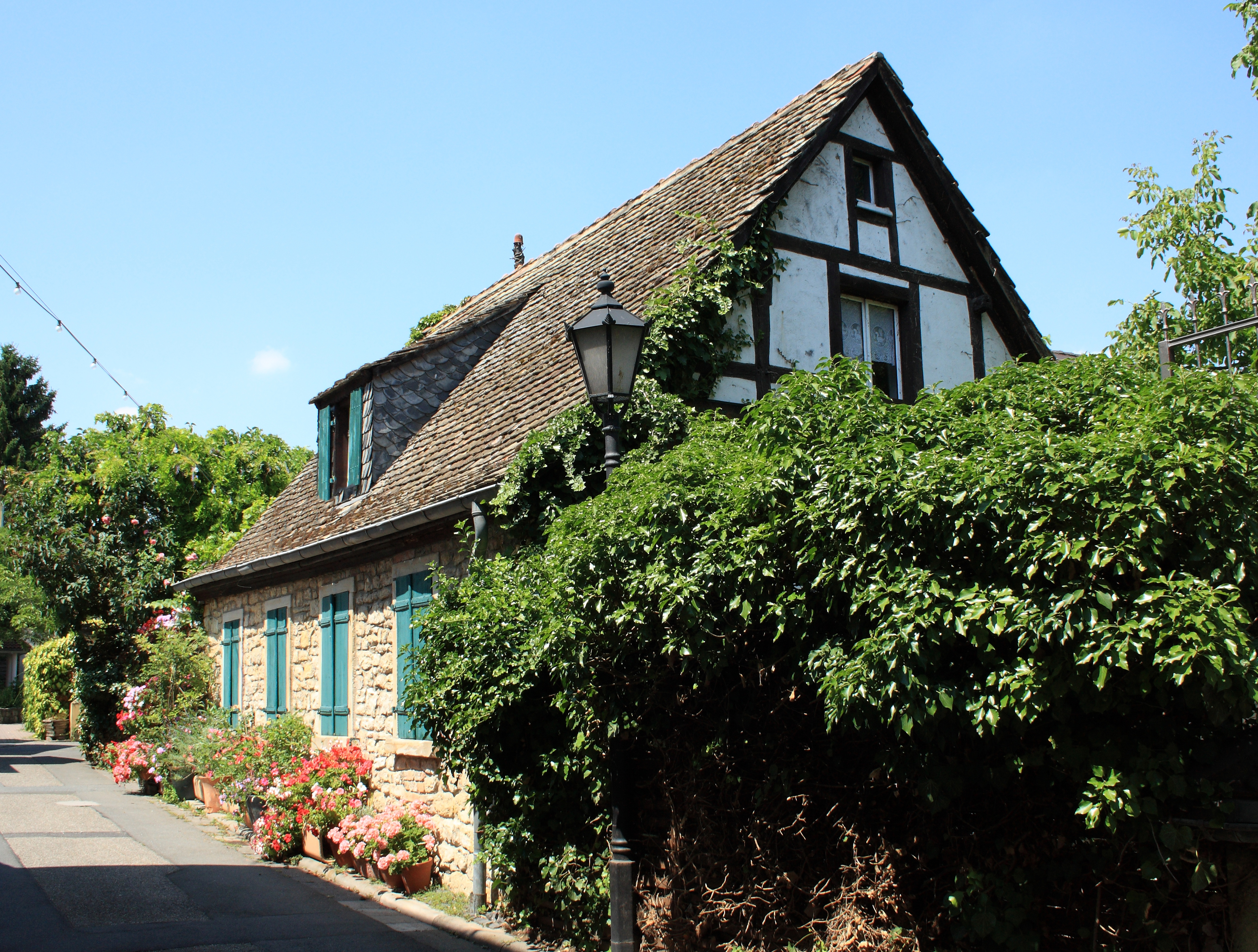
Alte Hofanlage

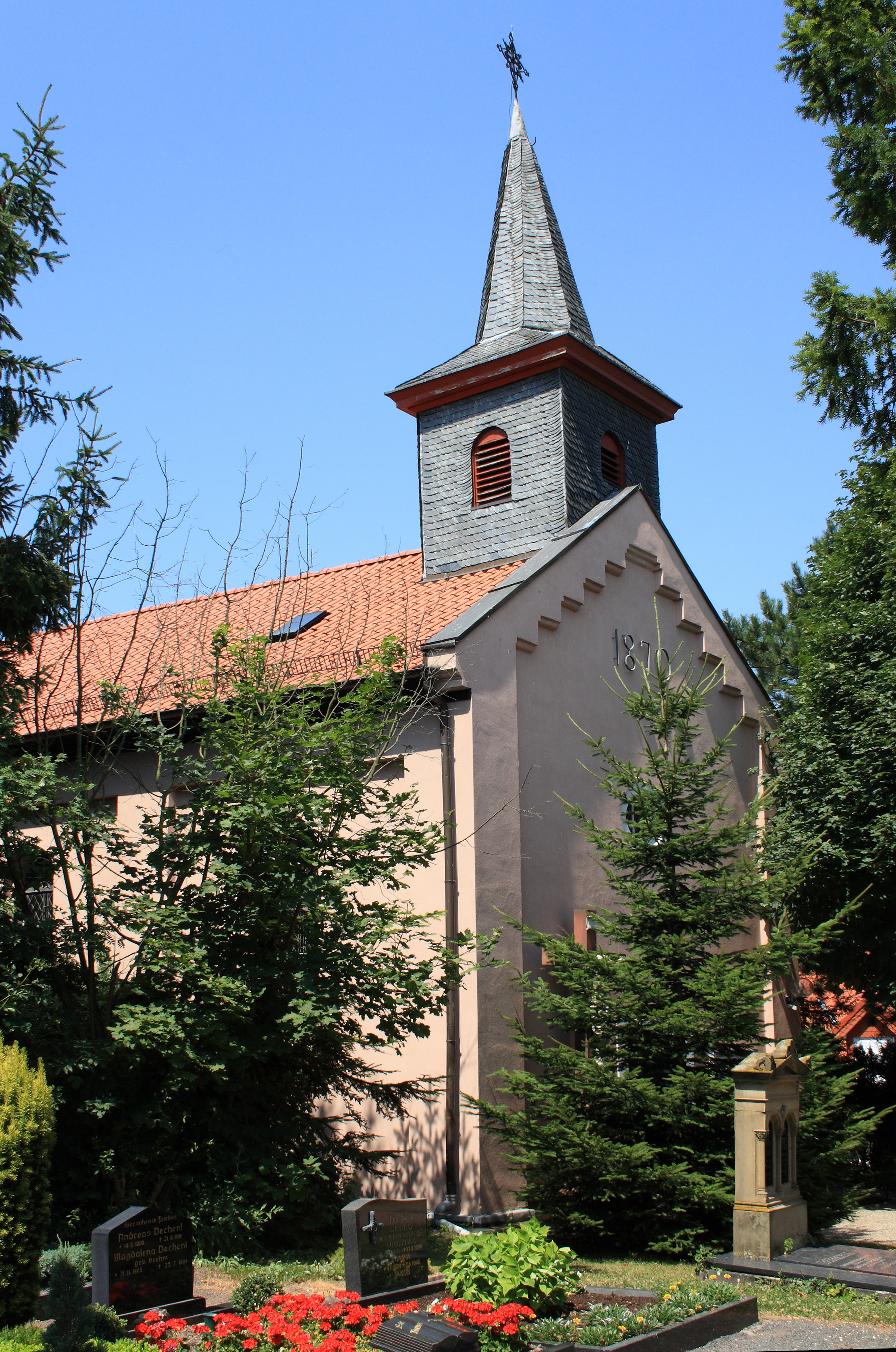
Katholische Kirche St. Laurentius

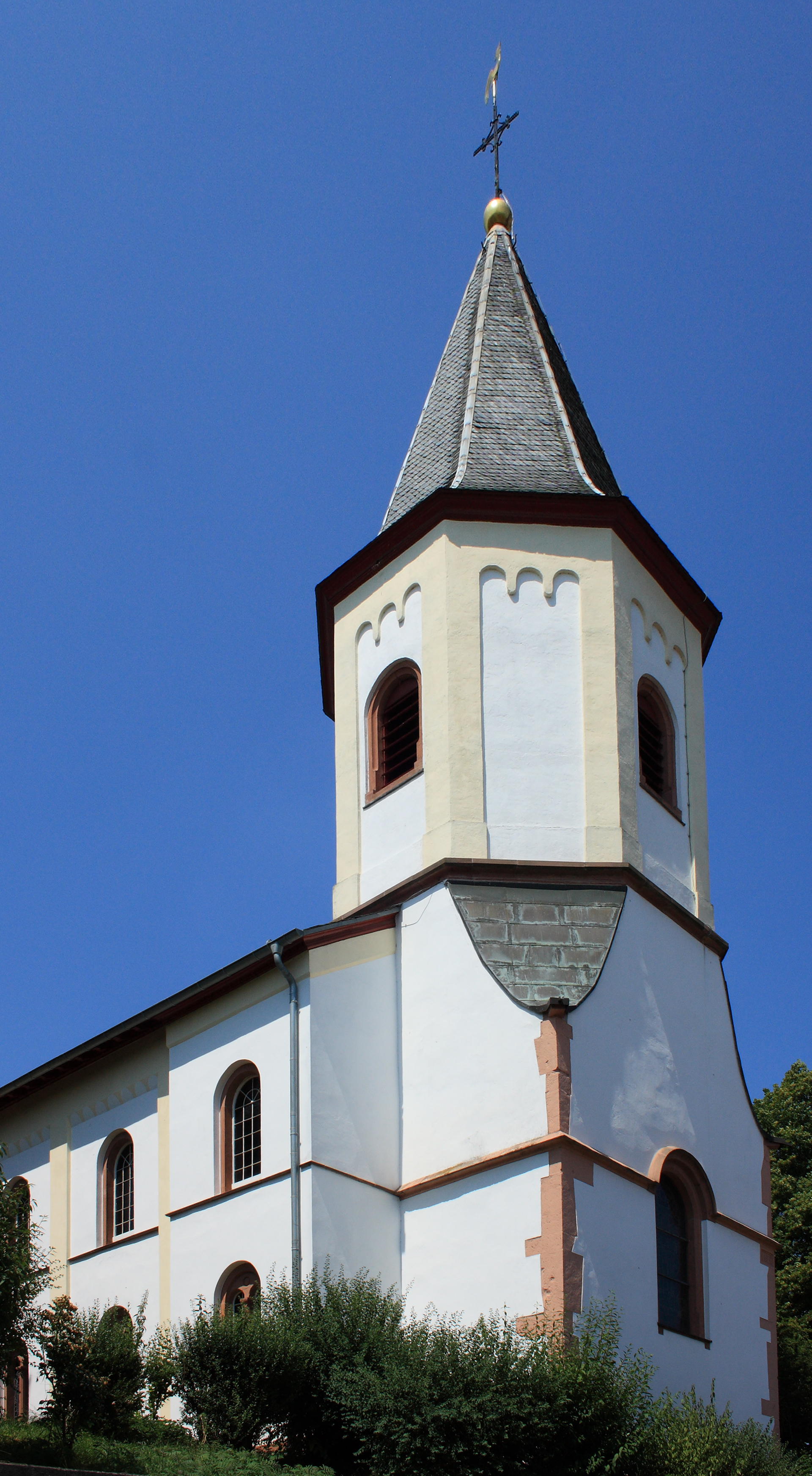
Evangelische Pfarrkirche

## Geographische Lage
Harxheim ist ein Weindorf am südlichen Stadtrand von Mainz und grenzt außerdem, im Uhrzeigersinn gesehen, nordnordöstlich zu einem kleinen Teil direkt an Bodenheim, im Nordosten an Gau-Bischofsheim, im Osten an Lörzweiler und im Süden an Mommenheim.

## Geschichte
Die älteste erhaltene Erwähnung von Harxheim, als Harasheim, stammt von 767. Die Endung „-heim“ deutet auf eine fränkische Ortsgründung hin. Bereits für das 6. Jahrhundert ist durch einen inzwischen überbauten Friedhof fränkische Besiedlung nachgewiesen. Im Mittelalter besaßen unter anderem die Klöster Lorsch, Fulda und Otterberg Güter in Harxheim. Später fiel das Dorf an die Grafen von Falkenstein. Im Gegensatz zu vielen anderen Gemeinden in Rheinhessen wurde hier bereits recht früh die reformatorische Lehre eingeführt. Nach langer Zugehörigkeit der Grafschaft Falkenstein zu Österreich fiel diese – und damit auch Harxheim – 1801 an die Französische Republik.
Zeitweise war zur Unterscheidung von gleichnamigen Orten die Namensform Harxheim an der Steig oder … an der Steige üblich.
Auf einem historischen Rundweg durch den Ort werden 26 geschichtlich interessante Stationen auf Infotafeln vorgestellt, die „aussergewöhnliche Einblicke um das Leben und Wirken von Harxheimerinnen und Harxheimern in vergangenen Zeiten“ bieten. Die Informationen sind auch online abrufbar.

## Politik

### Gemeinderat
Der Gemeinderat in Harxheim besteht aus 16 Ratsmitgliedern, die bei der Kommunalwahl am 9. Juni 2024 in einer personalisierten Verhältniswahl gewählt wurden, und dem ehrenamtlichen Ortsbürgermeister als Vorsitzendem.
Die Sitzverteilung im Gemeinderat:
| Wahl | SPD | CDU | Grüne | FDP | FWG | Gesamt   |
| ---- | --- | --- | ----- | --- | --- | -------- |
| 2024 | 4   | 5   | 3     | 1   | 3   | 16 Sitze |
| 2019 | 6   | 8   | –     | 2   | 0   | 16 Sitze |
| 2014 | 6   | 7   | –     | 1   | 2   | 16 Sitze |
| 2009 | 7   | 6   | –     | 1   | 2   | 16 Sitze |
| 2004 | 6   | 8   | –     | –   | 2   | 16 Sitze |

- FWG = Freie Wählergruppe VG Bodenheim e. V. (bis zur Wahl 2019: Freie Wählergruppe Harxheim e. V.)

### Ortsbürgermeister
Die Ortsbürgermeister von Harxheim:
- Michel Ackermann I. (1849–1853)
- Johann Philipp Happel II. (1853–1891)
- Philipp Heinrich Frieß (1891–1912)
- Johann Adam Böhm (1927–1946)
- Friedrich Ackermann  (1946–1958)
- Heinrich Brehm (Liste Brehm) (1958–1968)
- Walter Sparwasser (FWG) (1968–1977)
- Paul Calovini (FWG) (1977–1979)
- Gerhard Standke (SPD) (1979)
- Heinrich Müller (SPD) (1979–1994)
- Rolf Günther (SPD) (1994–1998)
- Ursula Knüpper Heger (CDU) (1998–2009)
- Rita Drescher (SPD) (2009–2014)
- Andreas Hofreuter (CDU) (seit 2014)

Bei der Direktwahl am 9. Juni 2024 wurde Andreas Hofreuter als einziger Kandidat mit einem Stimmenanteil von 53,3 % in seinem Amt bestätigt.

### Wappen
Die Wappenbeschreibung lautet: „In Gold eine grüne Ähre und ein grüner blattloser Eichenzweig mit je einer nach unten hängenden und nach oben stehenden Eichel, die sich kreuzen und mit einer blauen Traube belegt sind.“

### Gemeindepartnerschaften
Seit 1981 besteht eine Partnerschaft mit Messigny-et-Vantoux, einer Gemeinde im Burgund (Frankreich).

## Bauwerke
- Katholische Kirche St. Laurentius, Ersterwähnung 1365, im Dreißigjährigen Krieg 1639 durch schwedische Soldaten zerstört. 1870/71 wiederaufgebaut.[9]
- Evangelische Kirche, im Mittelalter im spätgotischen Stil errichtet, im Dreißigjährigen Krieg teils zerstört. Nach Wiederaufbau von 1698 bis 1871 als Simultaneum auch von Katholiken genutzt.[10]

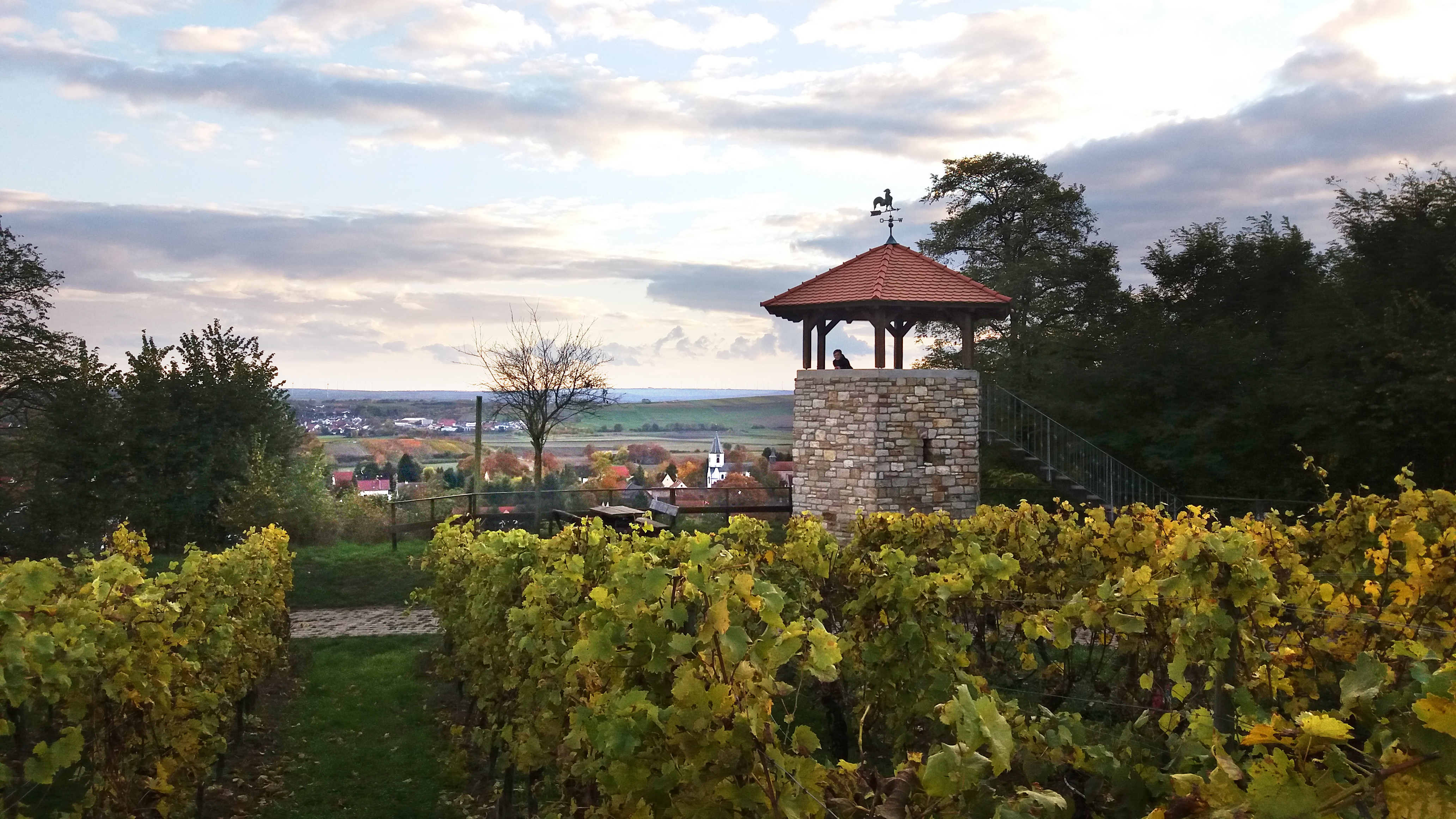
Schlossbergturm

- SchlossbergturmSchlossbergturm, 1999 errichteter Aussichtsturm in der Harxheimer Weinlage Schloßberg nördlich des Ortes.

## Verkehr
Die nächste Autobahnanschlussstelle ist Mainz-Hechtsheim an der A 60 (etwa 7 Kilometer entfernt). Mit der ORN-Buslinie 660 ist Harxheim an den öffentlichen Personennahverkehr zwischen Mainz und Alzey angebunden. Seit dem 1. April 2022 verbindet die MVG-Buslinie 69 Harxheim mit dem Gewerbegebiet in Mainz-Hechtsheim, der Mainzer Innenstadt und Bodenheim. Durch den Ort führt die zwischen 1820 und 1830 angelegte Gaustraße von Mainz nach Worms.
Von 1896 bis 1985 (im Güterverkehr bis 1989) hatte Harxheim einen Bahnhof an der inzwischen stillgelegten Bahnstrecke Bodenheim–Alzey. Der ursprünglich als „Harxheim (Rheinh.)“ bezeichnete Bahnhof wurde zum 1. April 1910 in „Harxheim-Lörzweiler“ umbenannt.

## Persönlichkeiten
- Manuel Höferlin (* 1973), Politiker (FDP), MdB von 2009 bis 2013 und seit 2017
- Achim Scheu (* 1971), Sportmoderator beim Südwestrundfunk (SWR1)